# Hippotion taiwanensis
Hippotion taiwanensis är en fjärilsart som beskrevs av Riotte 1975. Hippotion taiwanensis ingår i släktet Hippotion och familjen svärmare. Inga underarter finns listade i Catalogue of Life.